# Gymnema molle
Gymnema molle är en oleanderväxtart som beskrevs av Nathaniel Wallich och Robert Wight. Gymnema molle ingår i släktet Gymnema och familjen oleanderväxter. Inga underarter finns listade i Catalogue of Life.